# Bakaye Dibassy
Bakaye Dibassy, né le 11 août 1989 à Paris, est un footballeur international malien, qui joue au poste de défenseur central.

## Biographie

### Carrière en club
Né dans le 19e arrondissement de Paris, Bakaye Dibassy possède également la nationalité malienne. Il commence le football dans le club du FC Paris 10 à l’âge de huit ans, avant de rejoindre le Centre de Formation de Football de Paris (CFFP), puis celui de La Berrichonne de Châteauroux où il reste deux ans. 
En 2010, il signe un contrat amateur en faveur du Bergerac Périgord en CFA 2. En 2013, il est repéré par le Stade montois en CFA. Il réalise une grosse saison, terminant dans l'équipe type de son groupe de CFA. Il est alors approché par plusieurs clubs dont le CS Sedan Ardennes. Les dirigeants ont pour projet de retrouver le monde professionnel rapidement, il s’engage en faveur du club ardennais pour deux saisons en juin 2014.
La première saison est une réussite tant sur le plan personnel que collectif. Le club termine largement en tête du groupe A de CFA, totalisant 105 points en fin de saison, et Bakaye figure pour la deuxième année consécutive dans l’équipe type de son groupe de CFA.
La deuxième saison, cette fois à l’échelon supérieur en National est moins bonne sur le plan collectif, mais l’objectif du début de saison qui était le maintien est atteint. Sur le plan personnel, Bakaye réalise encore une grosse saison. Il est approché par plusieurs clubs professionnels dont l’Amiens SC où il s’engage en juin 2016 pour deux saisons en Ligue 2. 
Lors de la saison 2016-2017, Bakaye Dibassy participe activement à la montée du club en Ligue 1. Il prend part à 37 matchs sur 38 inscrivant 5 buts et 1 passe décisive. Au terme d'un championnat très disputé, le club amiénois arrache la 2e place du championnat lors de l'ultime journée. Avec Amiens, Bakaye Dibassy s'inscrit dans la durée malgré les nombreux transferts de joueurs opérés au sein du club. Il devient alors un des cadres de l'équipe de par son leadership, et l'un des joueurs favoris des supporters.
Après la relégation d'Amiens en Ligue 2 en 2020, Dibassy rallie les États-Unis et le Minnesota United. Il s'impose comme un titulaire en défense centrale, et porte même le brassard de capitaine lors d'un match en août 2022. Lors de ce même mois, il se rompt le tendon du quadriceps de la jambe droite, ce qui l'éloigne des terrains durant neuf mois. À son retour sur les terrains, il perd sa place de titulaire et est relégué à un rôle de dépanneur au besoin.
Le 16 juillet 2024, après six mois sans club, il s'engage avec le Valenciennes FC, fraîchement relégué en National. 

### Carrière internationale
Juste avant la dernière rencontre de Ligue 2, Bakaye Dibassy a été contacté par le sélectionneur de l'équipe nationale du Mali Alain Giresse afin de participer au match de qualification à la CAN 2019 du 10 juin 2017 contre le Gabon, un appel auquel il a répondu présent.

### Profil
Bakaye Dibassy est formé au poste d'arrière gauche, mais avec l'avancement de son âge et encore plus après sa blessure en 2022, il se consacre uniquement au rôle de défenseur central. Dibassy est un joueur au profil de stoppeur, plus à l'aise dans les duels et dans l'agressivité que dans la couverture et dans la relance, donc il peut porter le ballon pour casser les lignes.

## Statistiques
| Saison                | Club                  | Championnat           | Championnat | Championnat | Coupe(s) nationale(s) | Coupe(s) nationale(s) | Total | Total |
| Saison                | Club                  | Division              | M.          | B.          | M.                    | B.                    | M.    | B.    |
| 2010-2011             | Bergerac Foot         | CFA2                  | 12          | 0           |                       |                       | 12    | 0     |
| 2011-2012             | Bergerac Foot         | CFA2                  | 22          | 0           |                       |                       | 22    | 0     |
| 2012-2013             | Bergerac Périgord FC  | CFA2                  | 18          | 1           | 1                     | 0                     | 19    | 1     |
| Sous-total            | Sous-total            | Sous-total            | 52          | 1           | 1                     | 0                     | 53    | 1     |
| 2013-2014             | Stade montois         | CFA                   | 25          | 2           | 2                     | 0                     | 27    | 2     |
| 2014-2015             | CS Sedan-Ardennes     | CFA                   | 25          | 1           | 3                     | 0                     | 28    | 1     |
| 2015-2016             | CS Sedan-Ardennes     | National              | 25          | 1           | 3                     | 0                     | 28    | 1     |
| Sous-total            | Sous-total            | Sous-total            | 50          | 2           | 6                     | 0                     | 56    | 2     |
| 2016-2017             | Amiens SC             | Ligue 2               | 37          | 5           | -                     | -                     | 37    | 5     |
| 2017-2018             | Amiens SC             | Ligue 1               | 32          | 1           | 3                     | 0                     | 35    | 1     |
| 2018-2019             | Amiens SC             | Ligue 1               | 34          | 1           | 3                     | 0                     | 37    | 1     |
| 2019-2020             | Amiens SC             | Ligue 1               | 22          | 2           | 3                     | 0                     | 25    | 2     |
| Sous-total            | Sous-total            | Sous-total            | 125         | 9           | 9                     | 0                     | 134   | 9     |
| 2020                  | Minnesota United      | MLS                   | 14          | 2           | -                     | -                     | 14    | 2     |
| 2021                  | Minnesota United      | MLS                   | 27          | 1           | -                     | -                     | 27    | 1     |
| 2022                  | Minnesota United      | MLS                   | 26          | 1           | 1                     | 0                     | 27    | 1     |
| 2023                  | Minnesota United      | MLS                   | 8           | 0           | 3                     | 0                     | 11    | 0     |
| Sous-total            | Sous-total            | Sous-total            | 75          | 4           | 4                     | 0                     | 79    | 4     |
| 2024-2025             | Valenciennes FC       | National              | 19          | 0           | -                     | -                     | 19    | 0     |
| Total sur la carrière | Total sur la carrière | Total sur la carrière | 346         | 16          | 22                    | 0                     | 368   | 16    |

### En équipe nationale
| Saison                | Sélection             | Phases finales        | Phases finales | Phases finales | Éliminatoires | Éliminatoires | Matchs amicaux | Matchs amicaux | Total | Total |
| Saison                | Sélection             | Compétition           | M              | B              | M             | B             | M              | B              | M     | B     |
| --------------------- | --------------------- | --------------------- | -------------- | -------------- | ------------- | ------------- | -------------- | -------------- | ----- | ----- |
| 2017-2018             | Mali                  | -                     | -              | -              | 1             | 0             | 1              | 0              | 2     | 0     |
| 2017-2018             | Mali                  | -                     | -              | -              | 1             | 0             | 1              | 0              | 2     | 0     |
| Total sur la carrière | Total sur la carrière | Total sur la carrière | -              | -              | 2             | 0             | 2              | 0              | 4     | 0     |

## Palmarès
| - CS Sedan Ardennes - Championnat de France de CFA - Champion : 2015 |

- Amiens SC
  - Championnat de France Ligue 2
    - Vice-champion : 2017